# Ampithoe tea
Ampithoe tea är en kräftdjursart. Ampithoe tea ingår i släktet Ampithoe och familjen Ampithoidae. Inga underarter finns listade i Catalogue of Life.